# Oder (Schiff, 1874)

Oder im Hafen

Die Oder war ein 1873 gebauter Schraubendampfer der Reederei Norddeutscher Lloyd. Er zählte zur Strassburg-Klasse. Gebaut wurde es unter der Baunummer 177 in der Werft von Caird & Company in Greenock. Die Schiffsmaße betrugen eine Tonnage von 3265 BRT bzw. 1874 NRT, eine Länge von 350 Fuß, eine Breite von 40,3 Fuß und einen Tiefgang von 33,0 Fuß. Der Stapellauf fand am 24. Dezember 1873 statt.
Das Schiff transportierte unter anderem deutsche Auswanderer von Bremen nach New York City. Kapitäne in der Zeit von 1874 bis 1887 waren K. von Oterendorp, Bussius, H. Erdmann, Chr. Leist, C. Undütsch, R. Sander und Fr. Pfeiffer. Das Schiff lief am 29. Mai 1887 am südöstlichen Punkt der Insel Socotra auf der Fahrt von Shanghai nach Bremen auf Grund.